# تپه شهریور
تپه شهریور مربوط به دوره ساسانیان - دوره اشکانیان است و در شهرستان اردبیل، بخش مرکزی، دهستان غربی، روستای  شهریور  واقع شده و این اثر در تاریخ ۱۵ دی ۱۳۸۷ با شمارهٔ ثبت ۲۴۳۰۳ به‌عنوان یکی از آثار ملی ایران به ثبت رسیده است.

## موقعیت روستا
روستای شهریور تقریبا در دوازده کیلومتری شهر اردبیل واقع شده است. این روستا در شمال غربی شهر اردبیل قرار دارد . جاده اصلی که شهر را به روستا ارتباط می دهد جاده قدیم مشگین شهر نامیده می شود. با عبور از کنار روستاهای سومعه و گرجان به روستای شهریور می رسیم . قبل از آن که به روستا برسیم یعنی قبل از آنکه از جاده اصلی به جاده خود روستا وارد شویم پلی وجود دارد که بر روی رودخانه مانندی قرار دارد که اکثر اوقات بدون آب است . این به اصطلاح ترکی (چای) رشلی نام دارد .